# Honduraský záliv

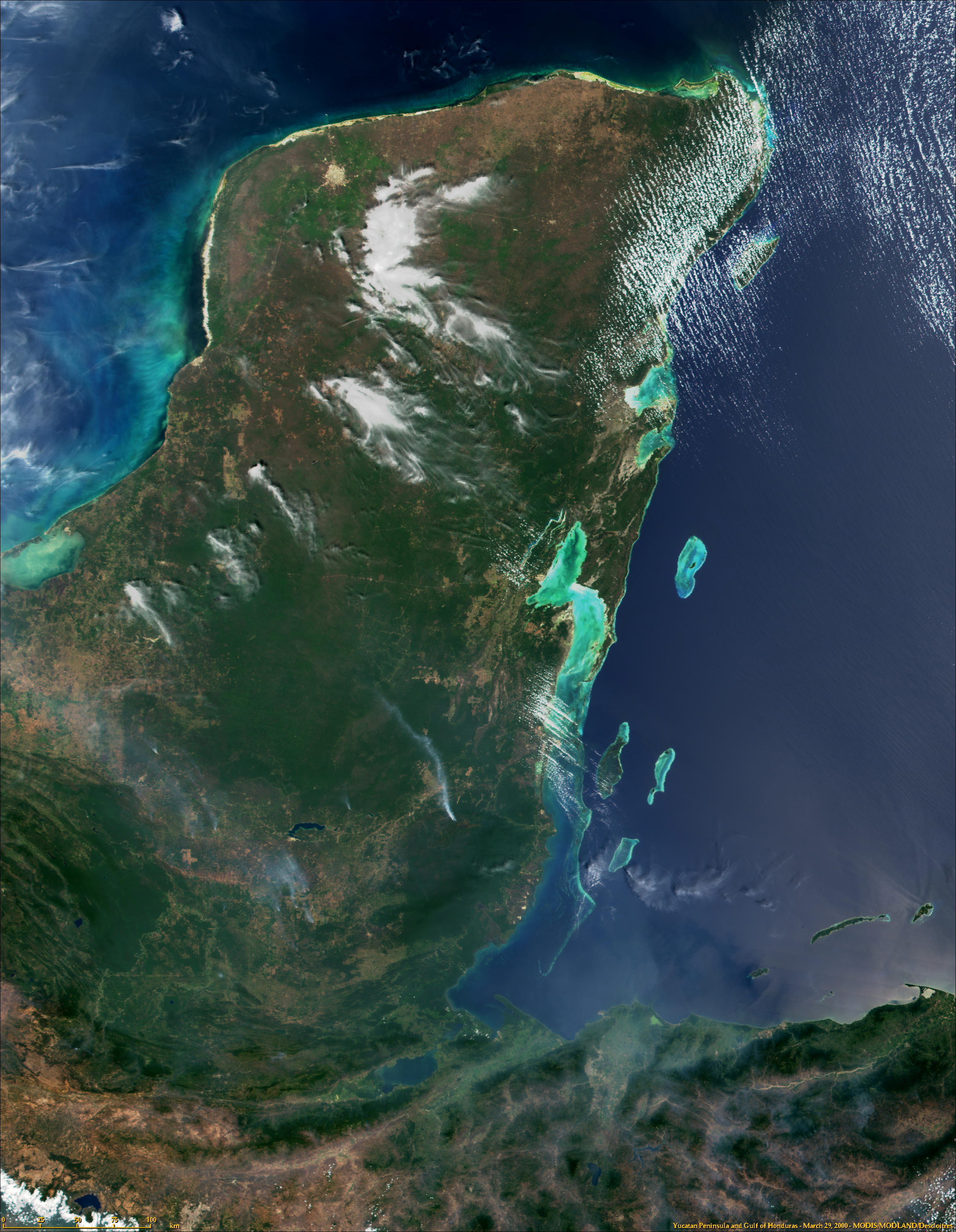
Satelitní snímek oblasti. Honduraský záliv v jeho dolní části

Honduraský záliv (španělsky Golfo de Honduras, anglicky Gulf of Honduras) je jeden ze zálivů Karibského moře, který omývá břehy Belize, Guatemaly a Hondurasu. Na západě je ohraničen pobřežím Yucatánského poloostrova a na jihu honduraským pobřežím.
Neexistuje pevná definice a vymezení Honduraského zálivu. V případě belizského pobřeží lze označit přístav Belize City jako nejsevernější bod, který bývá zahrnován do vymezení Honduraského zálivu. Honduraský přístav La Ceiba může být považován za nejvýchodnější bod zálivu. Jeho tvar tedy připomíná trojúhelník, ve kterém 2 hrany tvoří linie pobřeží a třetí hrana je spojnicí měst Belize City a La Ceiba. Jiná definice považuje za hraniční body belizské město Dangriga a honduraské La Tela.
Do zálivu ústí několik významnějších středoamerických řek - Monos, Ulúa, Motagua, Polochic, Dulce a další. Největší města, která leží v povodí zmíněných řek jsou Ciudad de Guatemala (metropolitní oblast okolo města čítá okolo 2,2 milionu obyvatel) a San Pedro Sula (0,6 milionu obyvatel). Nejdůležitější přístavy v zálivu jsou:
- Belize: Belize City, Big Creek;
- Guatemala: Puerto Barrios, Puerto Santo Tomás de Castilla;
- Honduras: Puerto Cortés, Puerto de Tela.

Honduraský záliv se vyznačuje dynamickým spolupůsobením pobřežních vod, otevřeného volného moře a oceánských proudů, které společně vytvářejí jedinečný ekosystém s velkou rozmanitostí biotopů. Vyskytují se písečné pláže, mangrovové lesy, laguny, mokřady, podmořské louky, skalnaté útesy, estuáry řek, korálové útesy, ostrůvky. Námořní provoz, splach hnojiv z polí a další lidská činnost ohrožuje kvalitu životního prostředí v této oblasti.